# Rolf Hempelmann
Rolf Hempelmann (* 1. Juni 1948 in Herten) ist ein deutscher Politiker (SPD) und war von 1998 bis 2008 Präsident des Fußballvereins Rot-Weiss Essen.

## Leben und Beruf
Nach dem Abitur im Jahr 1966 am Carl-Humann-Gymnasium in Essen absolvierte Hempelmann ein Studium der Anglistik und der Sportwissenschaft an der Ruhr-Universität Bochum. Im Jahr 1974 bestand er das erste und 1976 das zweite Staatsexamen für das Höhere Lehramt. Anschließend war er als Lehrer an einem Gymnasium in Gelsenkirchen tätig, bis er 1985 als Oberstudiendirektor die Leitung des Essener Aufbaugymnasiums übernahm.
Rolf Hempelmann ist verheiratet und hat eine Tochter.

## Partei
Hempelmann ist seit 1982 Mitglied der SPD. Er war in den Jahren 1989 bis 2003 Schatzmeister des SPD-Unterbezirks Essen und war von 2003 bis 2006 dessen stellvertretender Vorsitzender.

## Abgeordneter
Von 1994 an war er Mitglied des Deutschen Bundestages und hier von Januar 2003 bis zu seinem Ausscheiden im Jahr 2013 Sprecher der Arbeitsgruppe Energie der SPD-Bundestagsfraktion. An den Verhandlungen zur Großen Koalition nahm er noch in der betreffenden Fachgruppe teil.
Rolf Hempelmann ist stets (1994, 1998, 2002, 2005, 2009) als direkt gewählter Abgeordneter des Wahlkreises Essen II in den Bundestag eingezogen. Bei der Bundestagswahl 2005 erreichte er hier 58,4 % der Erststimmen, 2009 waren es 46,1 % (zum Vergleich: CDU 27,2 %).

## Energiepolitik
Im Sommer 2010 lehnte er – wie auch die SPD – eine Laufzeitverlängerung für die in Deutschland betriebenen Kernkraftwerke ab und forderte, am im Jahr 2002 vom Kabinett Schröder I mit den vier KKW-Betreibern vereinbarten Atomausstieg festzuhalten. „Obwohl die Erzeugungskosten der Atomkraft vergleichsweise niedrig sind, leistet die Atomwirtschaft bisher keinen Beitrag zur Senkung des Preisdrucks in der Industrie, was zum Beispiel über die Abgabe von Kraftwerksscheiben geschehen könnte. Es gibt also keinen Automatismus zwischen Erzeugungsart und Strompreisniveau. Hohe Preise sind auch Ausdruck des Anbieterverhaltens.“

## Gesellschaftliches Engagement
Von April 1998 bis Juni 2008 war Hempelmann Präsident des Fußballvereins Rot-Weiss Essen. Des Weiteren ist er Mitglied des Beirates von Hitachi Europe GmbH in Duisburg und der Bundesnetzagentur für Elektrizität, Gas, Telekommunikation, Post und Eisenbahnen in Bonn.

## Laufbahn in der Wirtschaft
Seit Anfang 2014 ist Hempelmann als Berater beim Aluminiumhersteller Trimet und dem Energieversorger Steag tätig.